# 微兰诺威文化

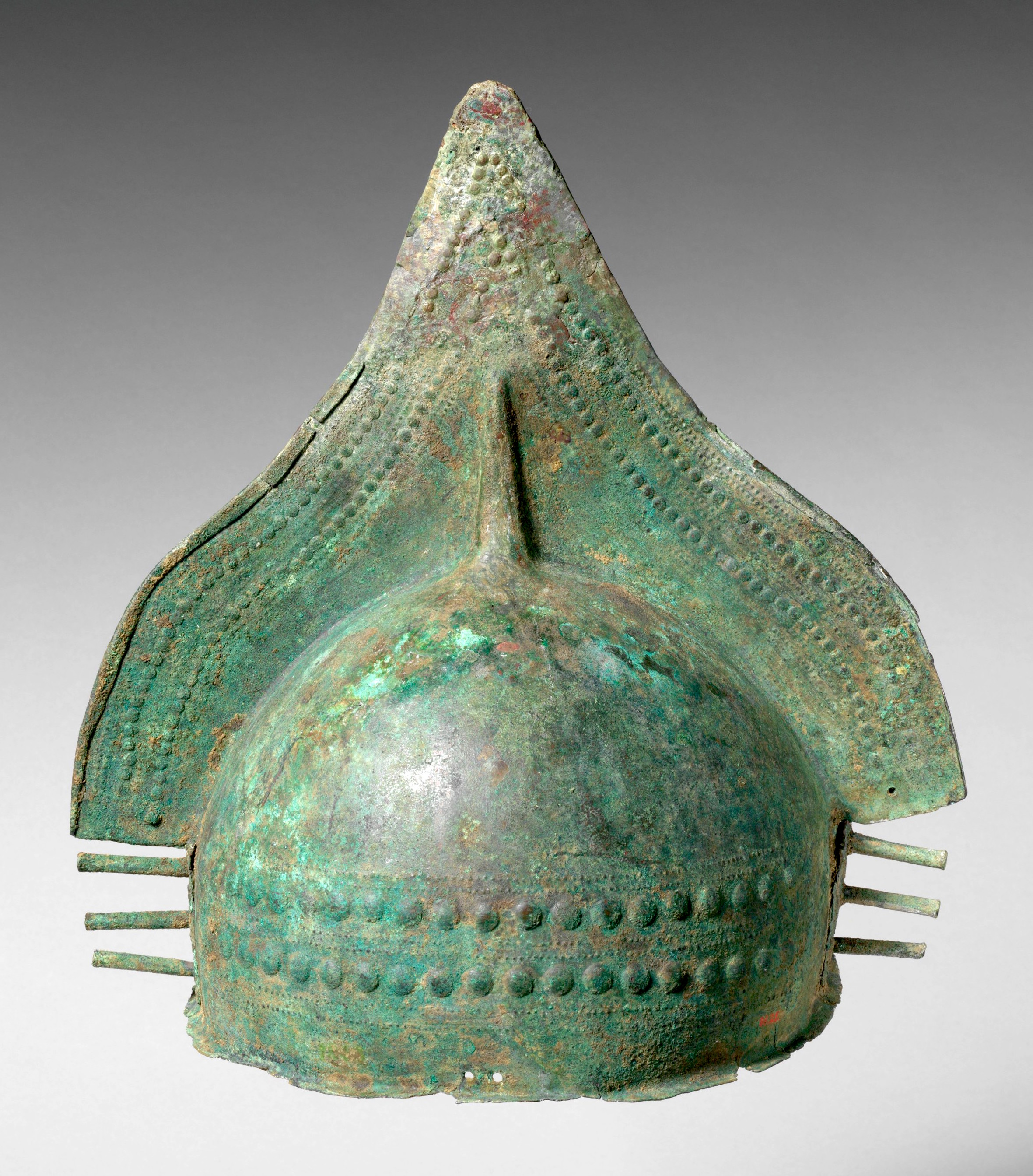
微兰诺威青銅頭盔

微兰诺威文化（Villanovan culture），也译作維蘭諾瓦文化，是意大利中北部最早的铁器时代文化，由青铜时代的泰拉马拉文化发展而来。
在整个铁器时代，约公元前9世纪至公元前8世纪，韦兰诺瓦文明一直在亚平宁半岛上存在着。这个文明有共同的族群，他们占据不同的地区，但他们建设定居点的方式完全相同，加工金属制品和陶器的程度也一样，社会组织也相同。
其遺址在1853年至1855年間由意大利考古學家喬凡尼（Giovanni Gozzadini）發掘，其中共有193個墓穴。從其中發掘出的物品可以看出，微兰诺威文化发展出了较高的冶铁技术，生产包括斧、锄、矛、别针等铁器。受骨灰瓮文化影响，韦兰诺瓦人实行火葬，人们把骨灰瓮放入墓坑中，再把死者用过的碗或者佩戴过的头盔盖在上面。陪葬品还包括死者生前使用过的衣物和武器。
微兰诺威文化后来受到了来自希腊的强烈影响，并最终被伊特鲁利亚文明所同化。